# Sébastien-Roch Nicolas de Chamfort
(N. Chamfort, citato in Guido Almansi, Il filosofo portatile, TEA, 1991)
Sébastien-Roch Nicolas, noto come Nicolas Chamfort o Sébastien Nicolas de Chamfort (Clermont-Ferrand, 6 aprile 1741 – Parigi, 13 aprile 1794), è stato uno scrittore e aforista francese, membro del Club dei Giacobini prima e poi vicino al gruppo moderato della Pianura durante la rivoluzione francese.

## Biografia
Chamfort, orfano sin dalla tenera età, venne adottato da un piccolo commerciante che gli consentì di eseguire un discreto corso di studi presso il collegio parigino del Grassins.
Dopo aver svolto l'attività di precettore si recò in Germania per approfondire le sue conoscenze letterarie.
Il successo gli arrise grazie alle opere teatrali, tra le quali si annoverarono la commedia in versi La jeune indienne del 1764, i balletti Palmire, Zenis et Almaise del 1765. In quegli stessi anni esordì come poeta, con le raccolte L'homme de lettres del 1765, Grandeur de l'homme del 1767, La vérité del 1768 e anche come critico letterario con i saggi L'influence des grands écrivains del 1767 e vari articoli politici. Frequentò il salotto illuminista di Madame Helvétius.
Non appena raggiunto il grande successo con la commedia Marchand de Smyrne del 1770 fu colpito da una grave malattia che lo tenne distante per qualche anno dalla attività. Per un periodo fu segretario personale della sorella di Luigi XVI, Madame Elisabeth, e lavorò per i principi di Condé. Dal 1781 ebbe una relazione sentimentale con Anne-Marie Buffon, vedova di un medico al servizio del fratello minore del re, il conte d'Artois, vivendo dal 1783 nell'appartamento di proprietà di Madame Buffon.
Già accademico, gli eventi della Rivoluzione lo trasformarono in un ardente giacobino, amico dei due rivoluzionari moderati Mirabeau e di Talleyrand.

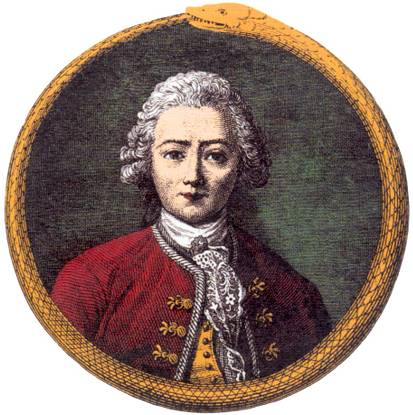
Nicolas Chamfort da giovane

Però, il suo noto anticonformismo, lo portò ben presto su posizioni critiche nei confronti del nuovo regime dopo lo spostamento a sinistra del Club dei Giacobini, e proprio per questo motivo rischiò l'arresto durante il periodo del Terrore (per aver espresso critiche verso l'intransigenza di Marat e Robespierre, nel periodo in cui i giacobini annientarono i Girondini). Fu brevemente arrestato e poi rilasciato.

### Il tentato suicidio e la morte
Nel settembre 1793, temendo un nuovo arresto e il tribunale rivoluzionario come "sospetto", si sparò un colpo di pistola al volto, ma non morì, quindi si colpì al collo e al torace con un rasoio, tagliandosi le vene. Fu soccorso dopo aver perso molto sangue, ma sopravvisse comunque alcuni mesi dopo essere stato operato.
Aveva scritto un biglietto in cui spiegava il gesto: 
Morì l'anno seguente, nell'aprile 1794, dopo otto mesi di sofferenze in cui fu assistito da un gendarme da lui pagato, a causa di un'infezione dermatologica aggravata, seguita ai postumi delle gravi ferite conseguenti al suo tentato suicidio; negli stessi giorni venivano ghigliottinati i dissidenti Indulgenti e Esagerati (Hébert, Desmoulins, Lucile Duplessis, Danton, Pierre-Gaspard Chaumette...). Le sue ultime parole, rivolte all'amico deputato della Pianura Emmanuel Joseph Sieyès, furono «Ah! Amico mio, me ne vado infine da questo mondo, dove bisogna che il cuore si spezzi o s'indurisca.»
Massone, fu membro della Loggia parigina "Les Neufs Soeurs", del Grande Oriente di Francia, la stessa a cui appartenevano Voltaire e il barone d'Holbach..

## Opere
(Nicolas de Chamfort)
Chamfort è noto principalmente come aforista. Le sue Maximes et Pensées, molto lodate da John Stuart Mill e Friedrich Nietzsche, sono considerate, dopo quelle di La Rochefoucauld, tra le più brillanti e suggestive massime dell'era moderna.
Inizialmente illuminista, libertino e moderatamente ottimista, il pensiero elaborato da Chamfort si impregnò poi di pessimismo nei confronti della società, dei rapporti tra gli uomini e il sistema, che inevitabilmente portano, secondo l'autore, gli esseri umani ad uno stato di disperazione.